# Beeldenpark van het Centro de Arte Contemporânea Inhotim

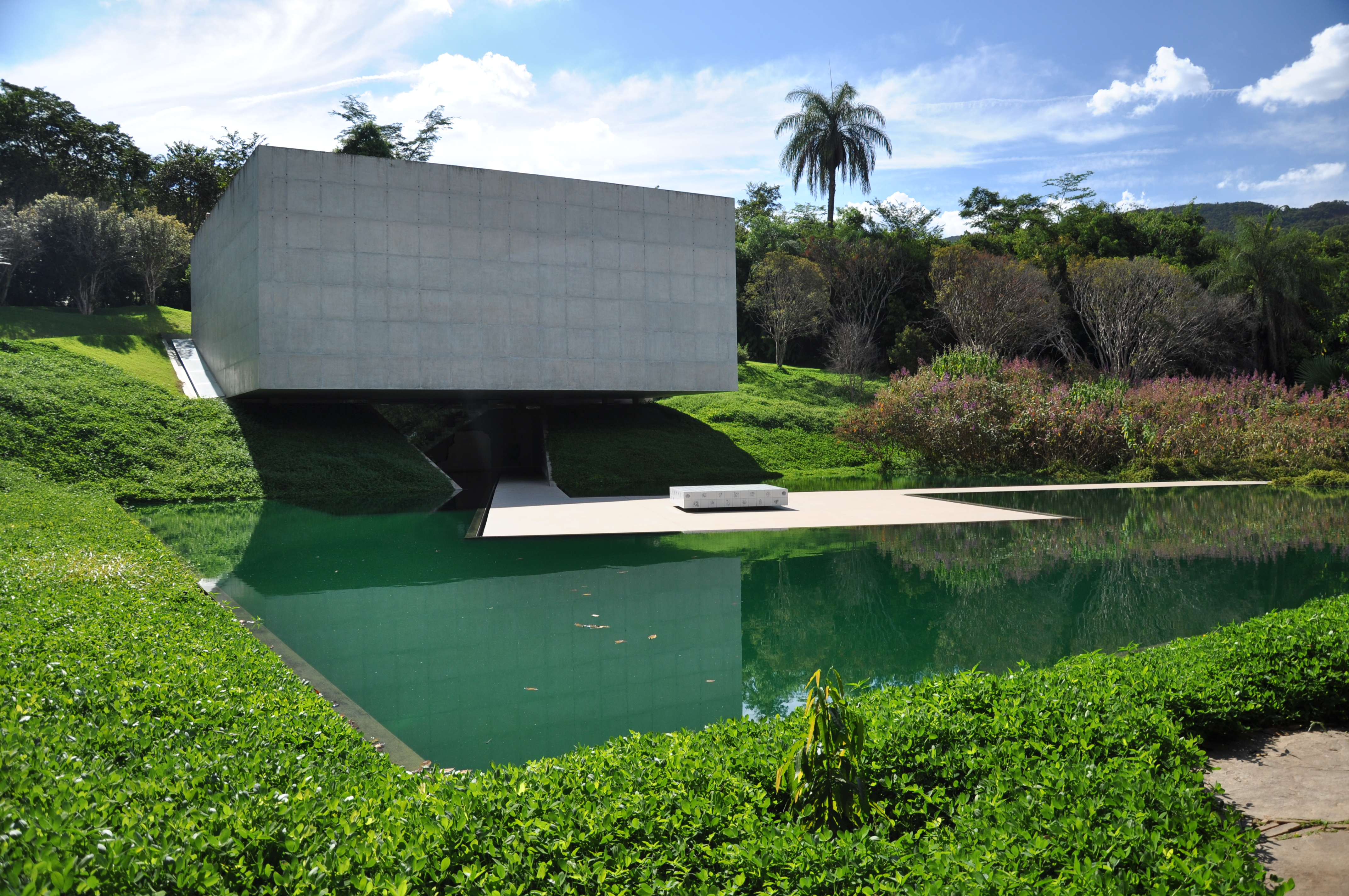
Paviljoen van het Instituto Cultural Inhotim met Panacea Phantastica van Adriana Varejão op het terras

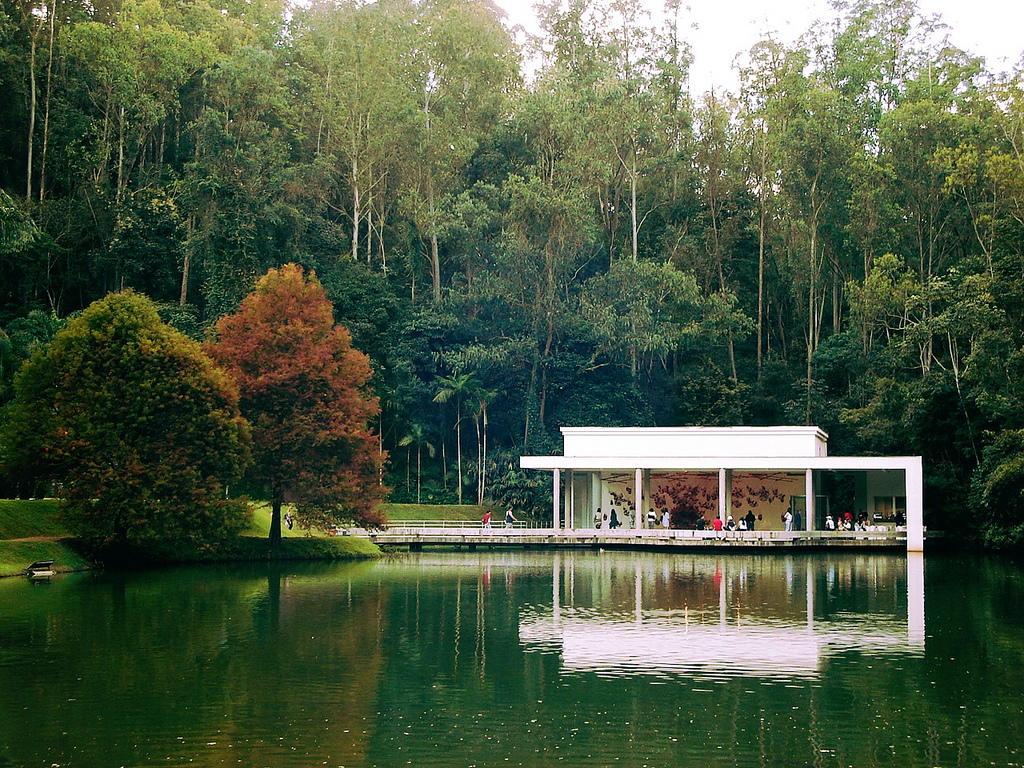
Paviljoen True Rouge van Tunga, Instituto Cultural Inhotim

Het Beeldenpark van het Centro de Arte Contemporânea Inhotim is onderdeel van het Instituto Cultural Inhotim in Brumadinho in de Braziliaanse deelstaat Minas Gerais.

## Geschiedenis
Het Instituto Cultural Inhotim werd gesticht in 2002 en uitgevoerd vanaf 2004 in Brumadinho, een plaats op 60 kilometer van de hoofdstad Belo Horizonte. Inhotim, op een terrein van 145 hectare, bestaat uit een botanische tuin, een centrum voor hedendaagse kunst met meerdere expositieruimtes en een beeldenpark. De opening voor het publiek vond plaats in 2006. Inhotim richt zich op de expositie van moderne kunst vanaf 1970 en hedendaagse kunst van Braziliaanse en internationale kunstenaars, met de nadruk op installatie- en conceptuele kunst.

## Collectie (selectie)
- John Ahearn en Rigoberto Torres met Rodoviára de Brumadinho (2005) en Abre a Porta (2006)
- Doug Aitken met Sonic Pavilion (2009)
- Matthew Barney met De Lama Lâmina (2004/09)
- Chris Burden met Beam Drop Inhotim (2008)
- Paul McCarthy met Boxerhead (2001)
- Amílcar de Castro met Gigante Dobrada (2001)
- Saint Clair Cemin met Pioneer (1999)
- Olafur Eliasson met By Means of a Sudden Intuitive Realization (1996)
- Dan Graham met Bisected Triangle, Interior Curve (2002)
- Zhang Huan met Peace (2001)
- Yayoi Kusama met Narcissus Garden (2009)
- Jarbas Lopes met Troca-Troca (2002)
- Cildo Meireles met Inmensa (1982/2002)
- Hélio Oiticica met Penetrável Magic Square Nr. 5, De Luxe (1977)
- Giuseppe Penone met Elevazione (2001)
- Valeska Soares met Folly (2005/09)
- Edgard de Souza met Sem título (2000), Átomos (2000) en Sem título (2001)
- Simon Starling met The Mahogany Pavillion (Mobile Architecture No. 1) (1963-2004)
- Tunga (kunstenaar) installatie/paviljoen met True Rouge (1997)
- Adriana Varejão met Panacea Phantastica (2003/08)

## Fotogalerij

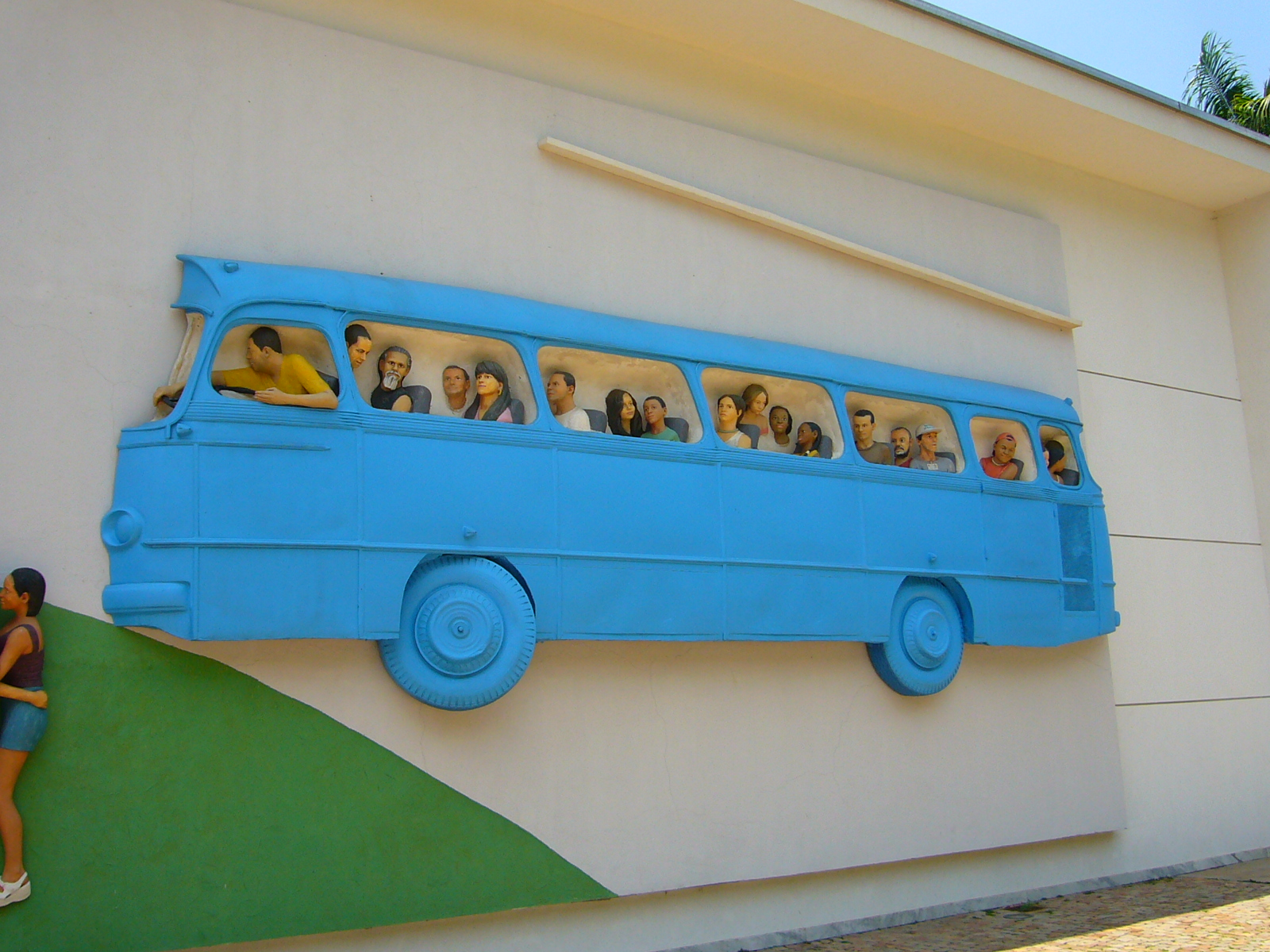
Rodoviára de Brumadinho van Ahearn/Torres
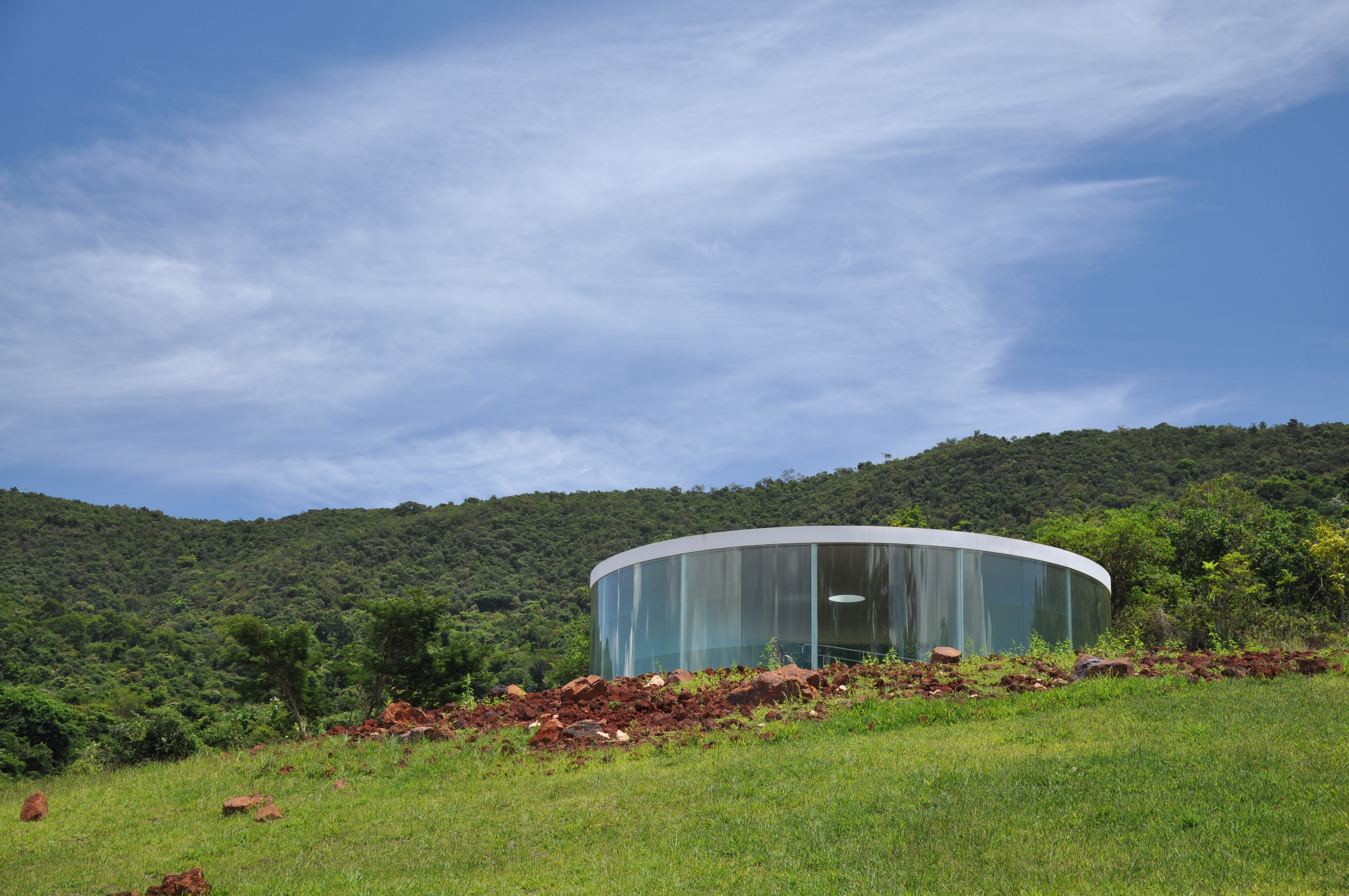
Sonic Pavilion van Doug Aitken
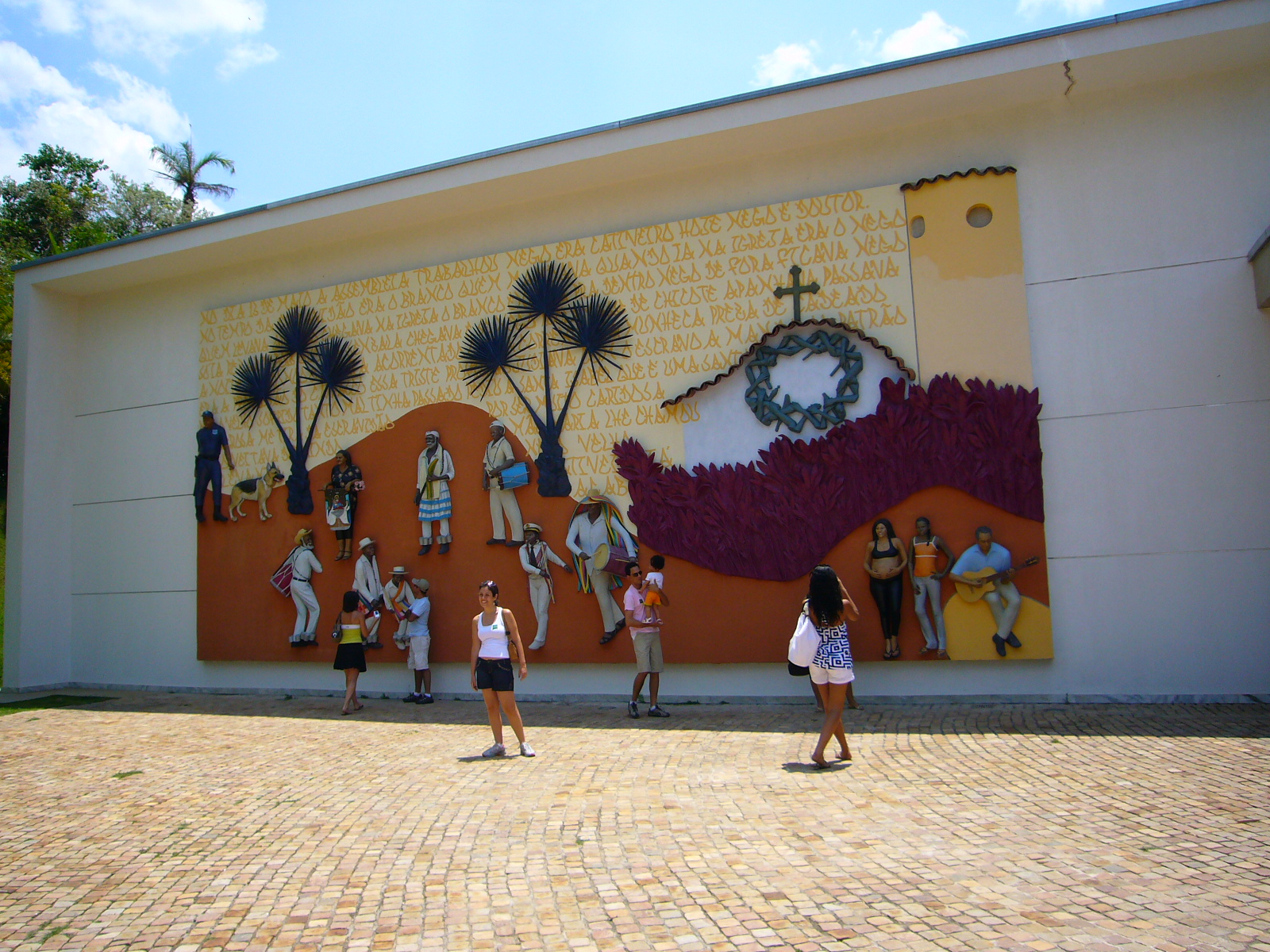
Abre a Porta van Ahearn/Torres
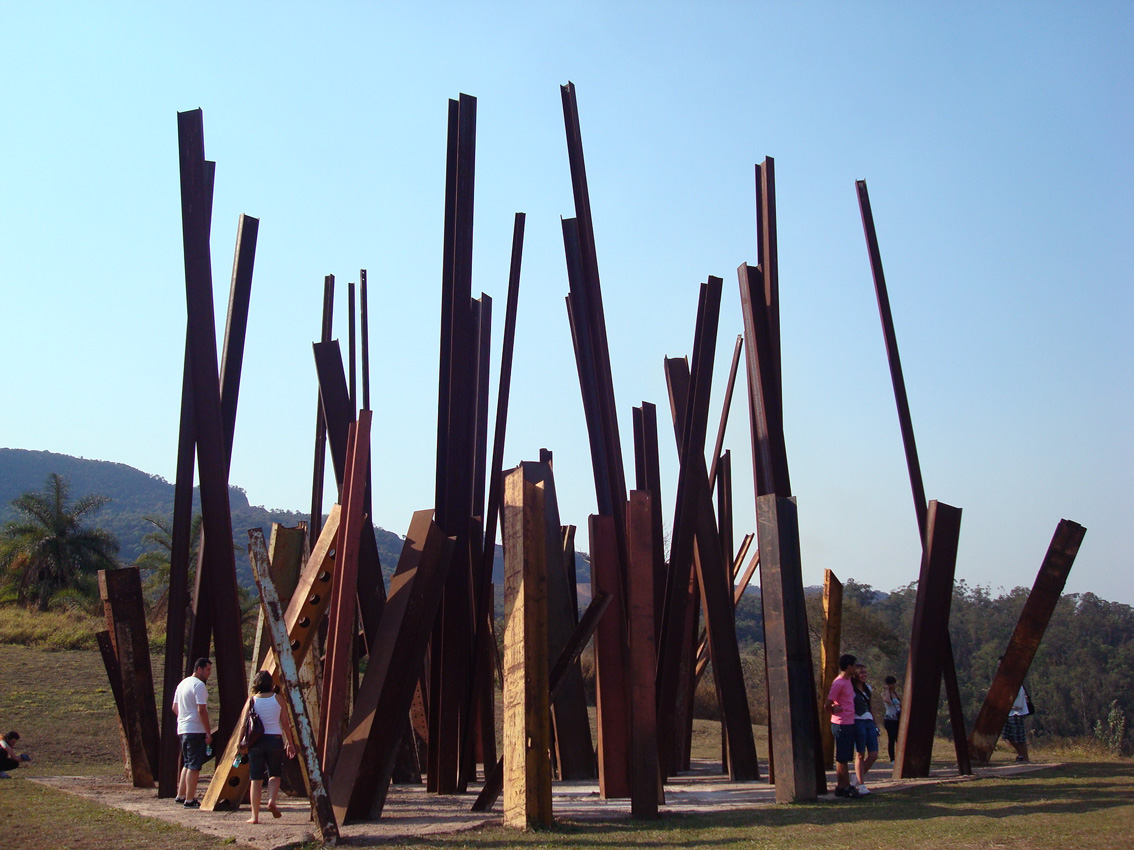
Beam Drop Inhotim van Chris Burden
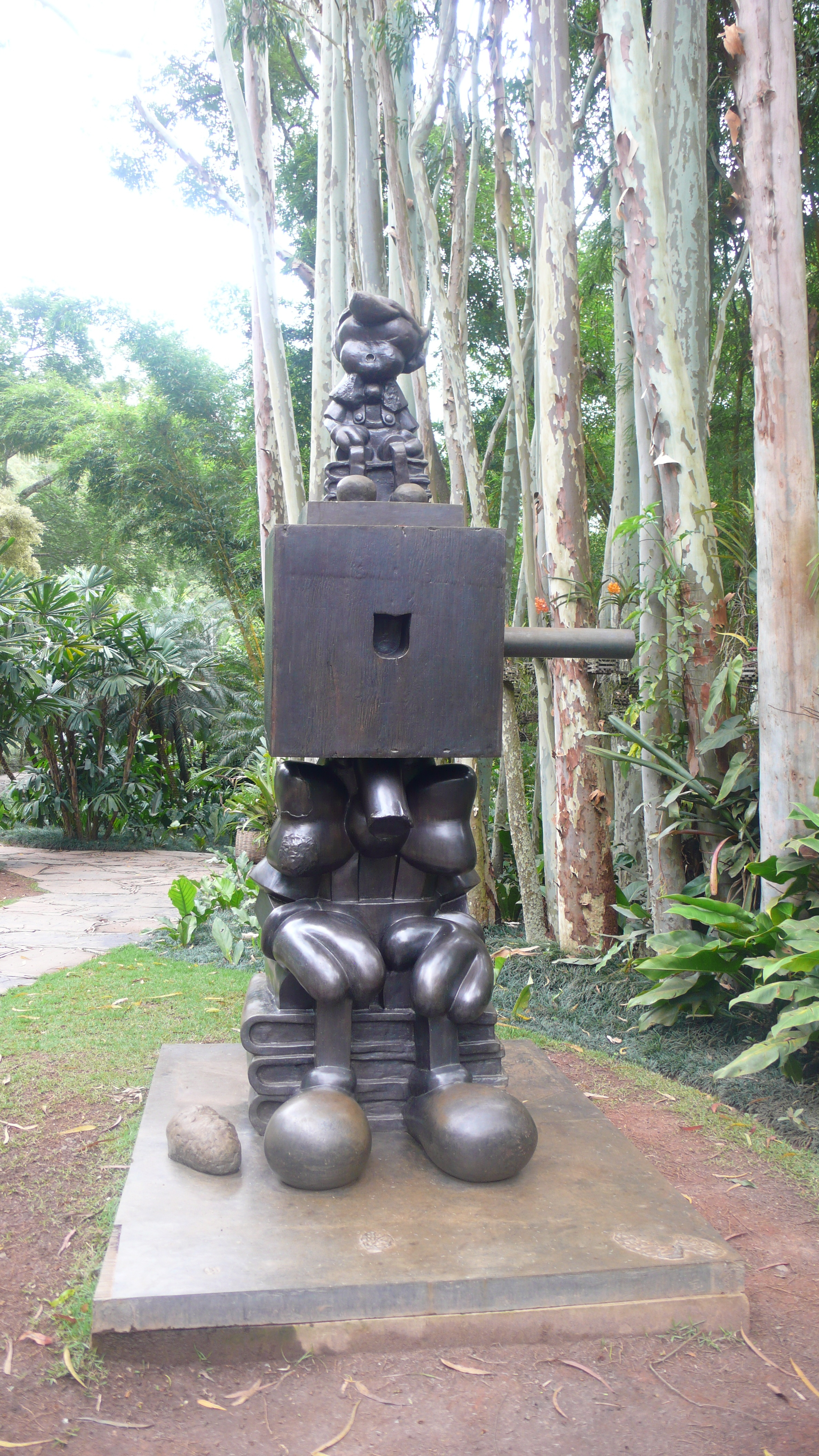
Boxerhead van Paul McCarthy
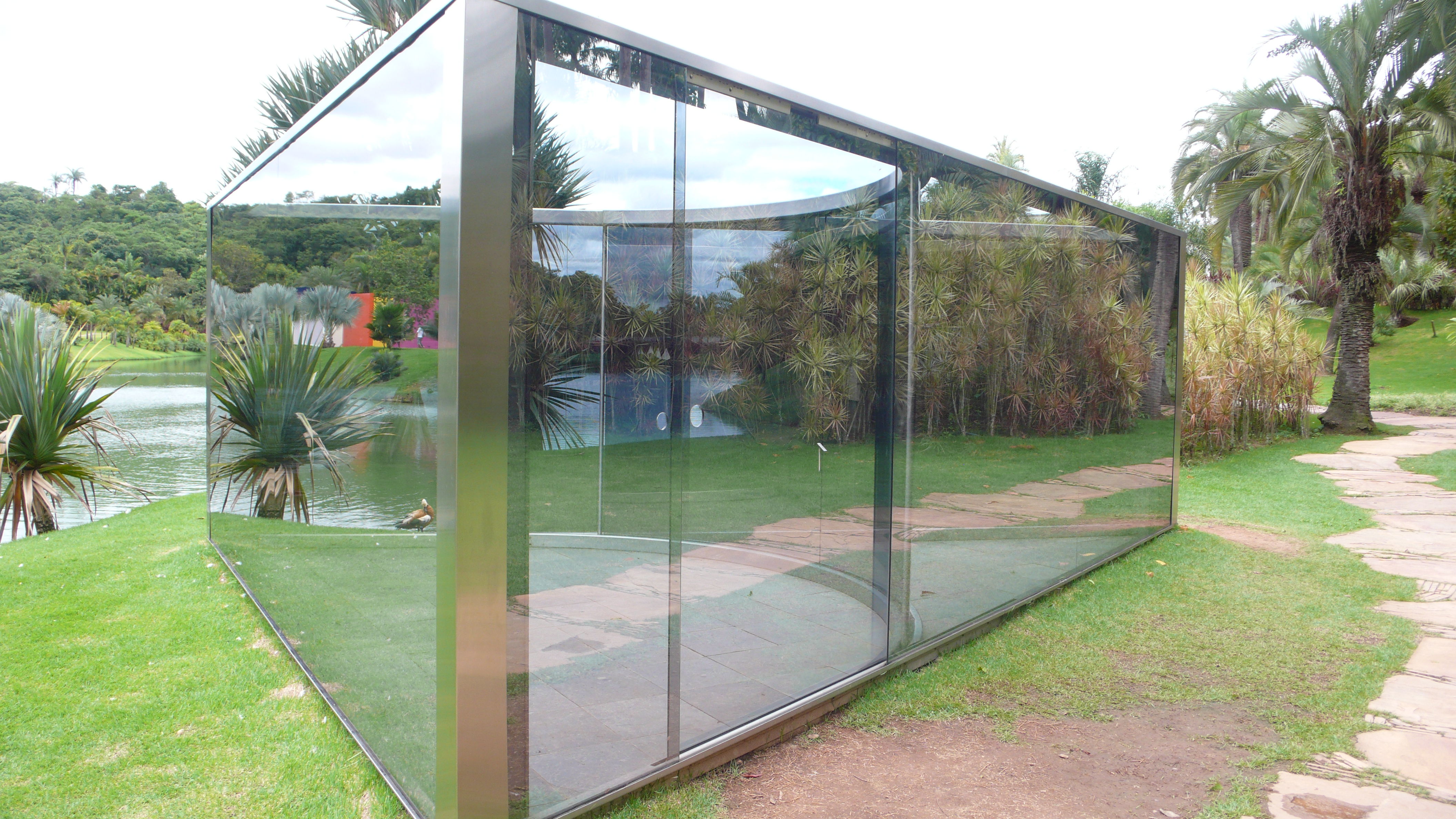
Bisected Triangle, Interior Curve van Dan Graham
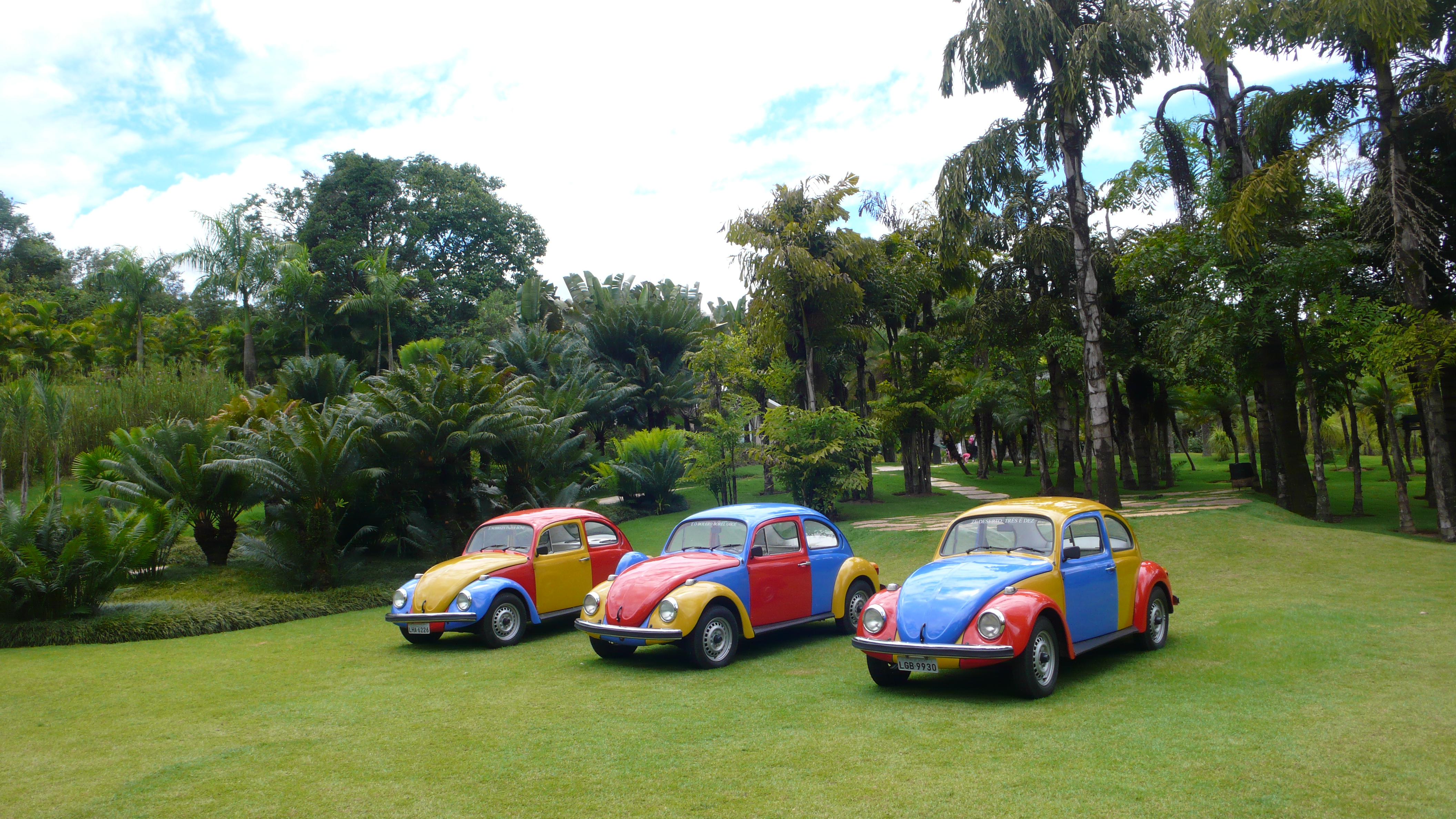
Troca-Troca van Jarbas Lopes
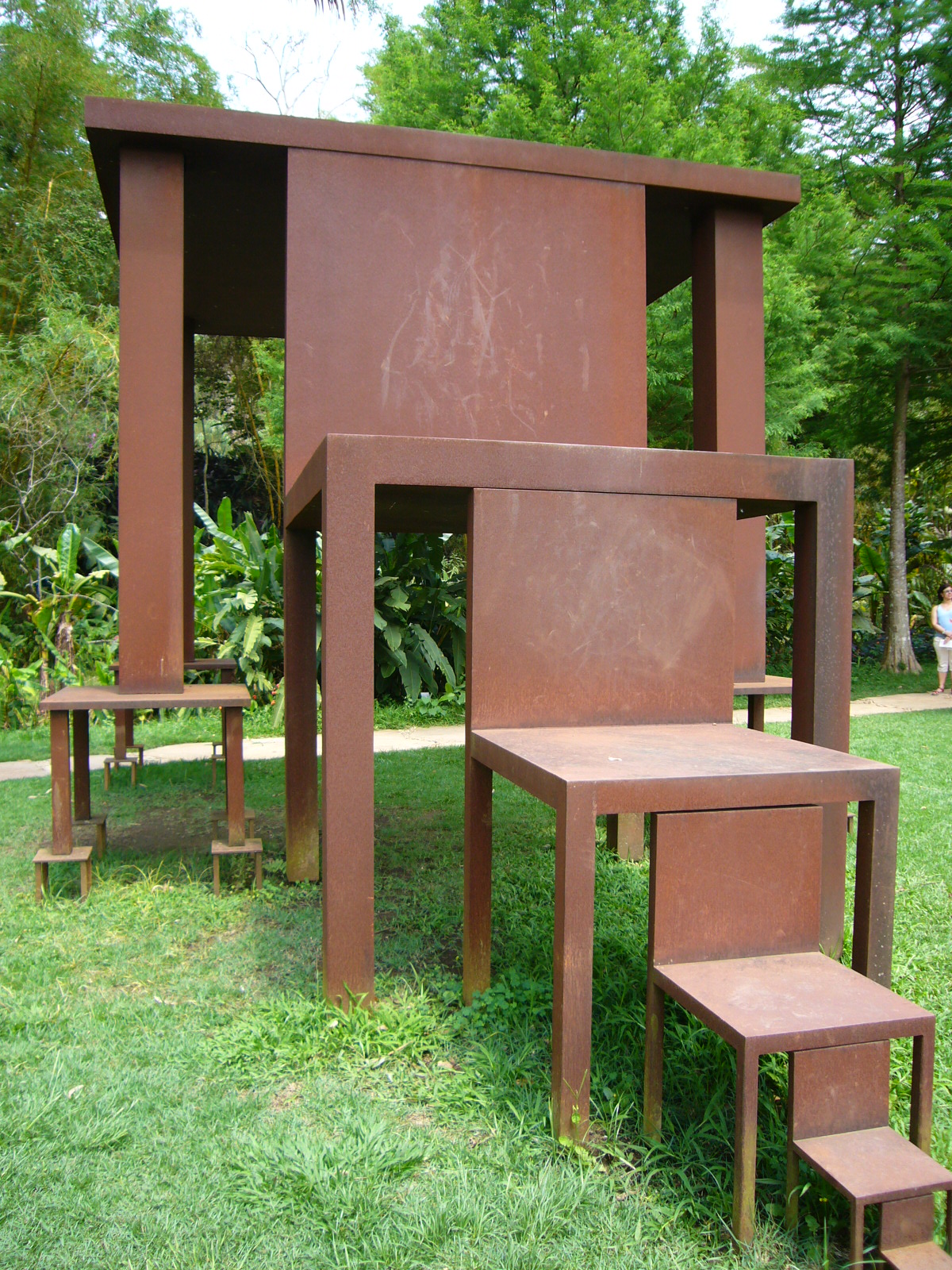
Inmensa van Cildo Meireles
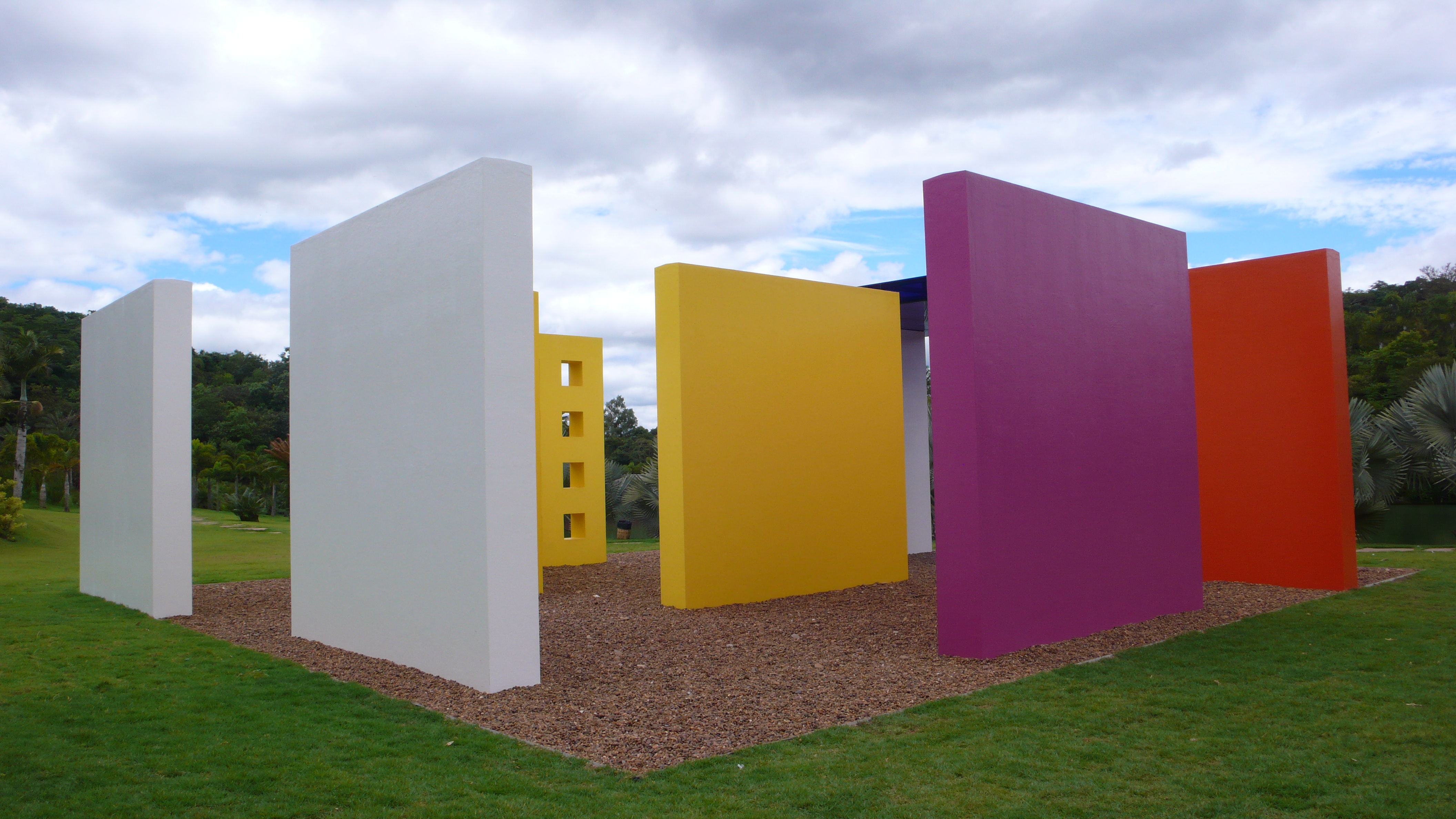
Penetrável Magic Square van Hélio Oiticica
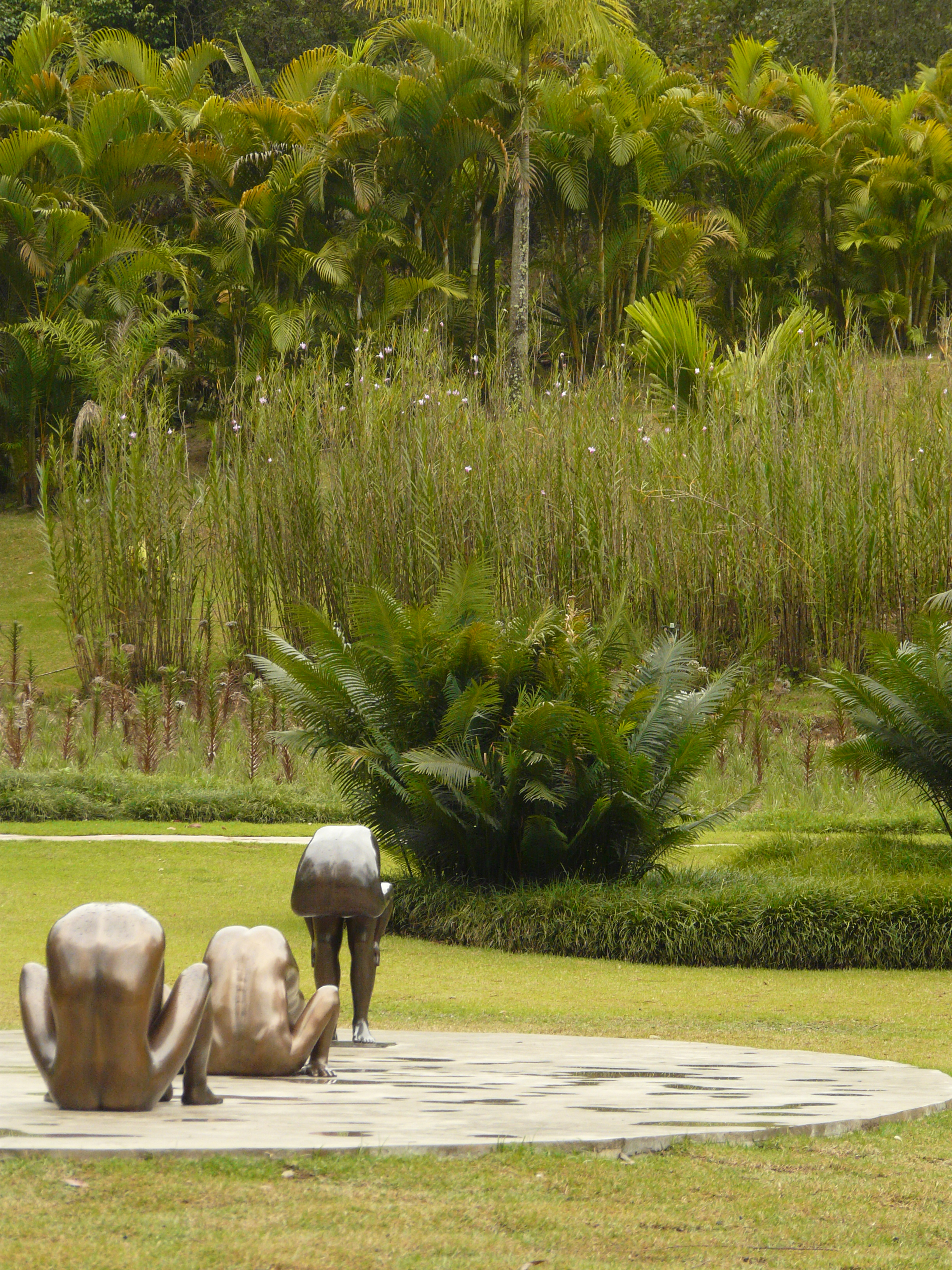
Beeldengroep Sem título van Edgard de Souza
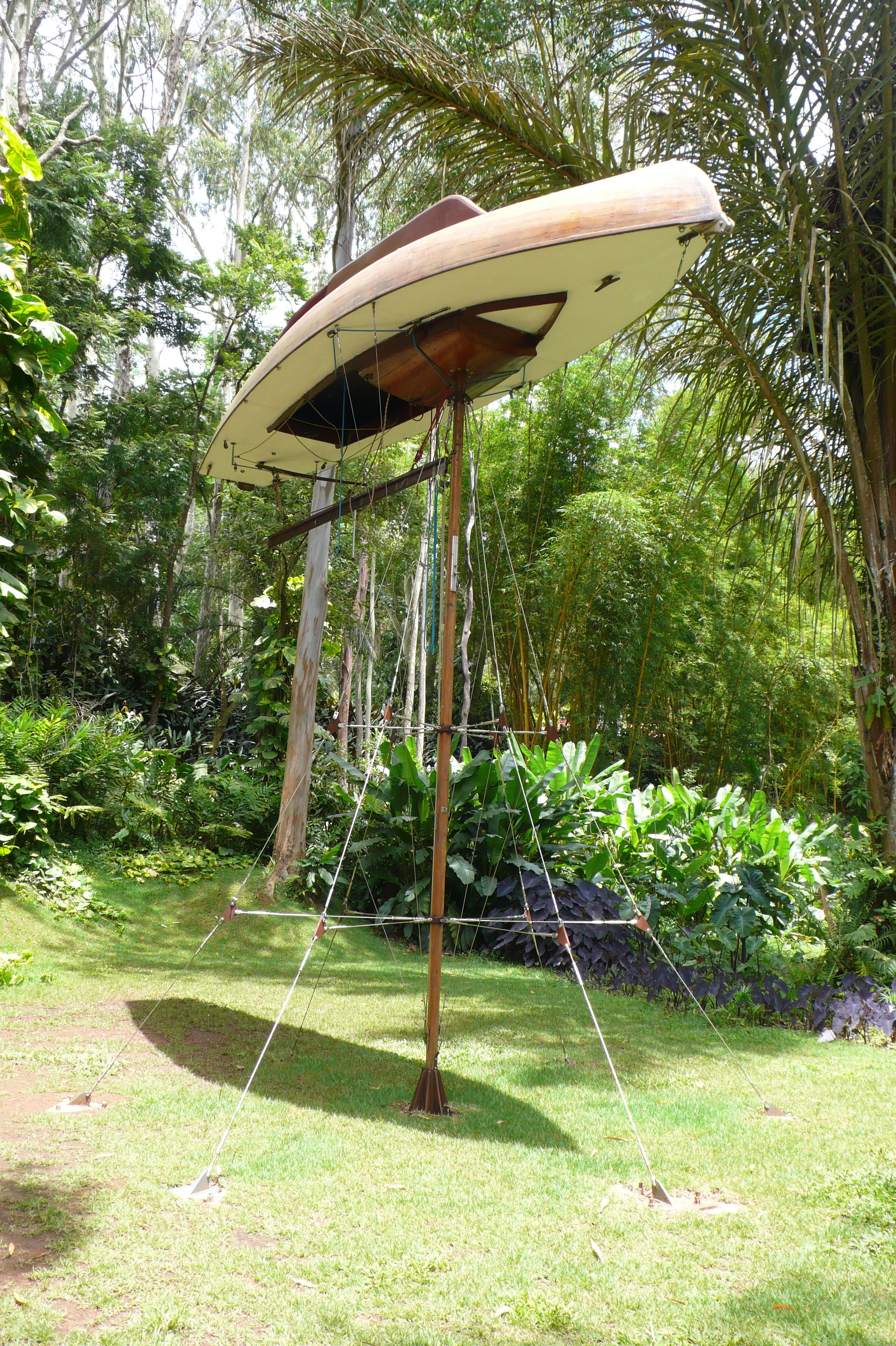
The Mahogany Pavillion van Simon Starling
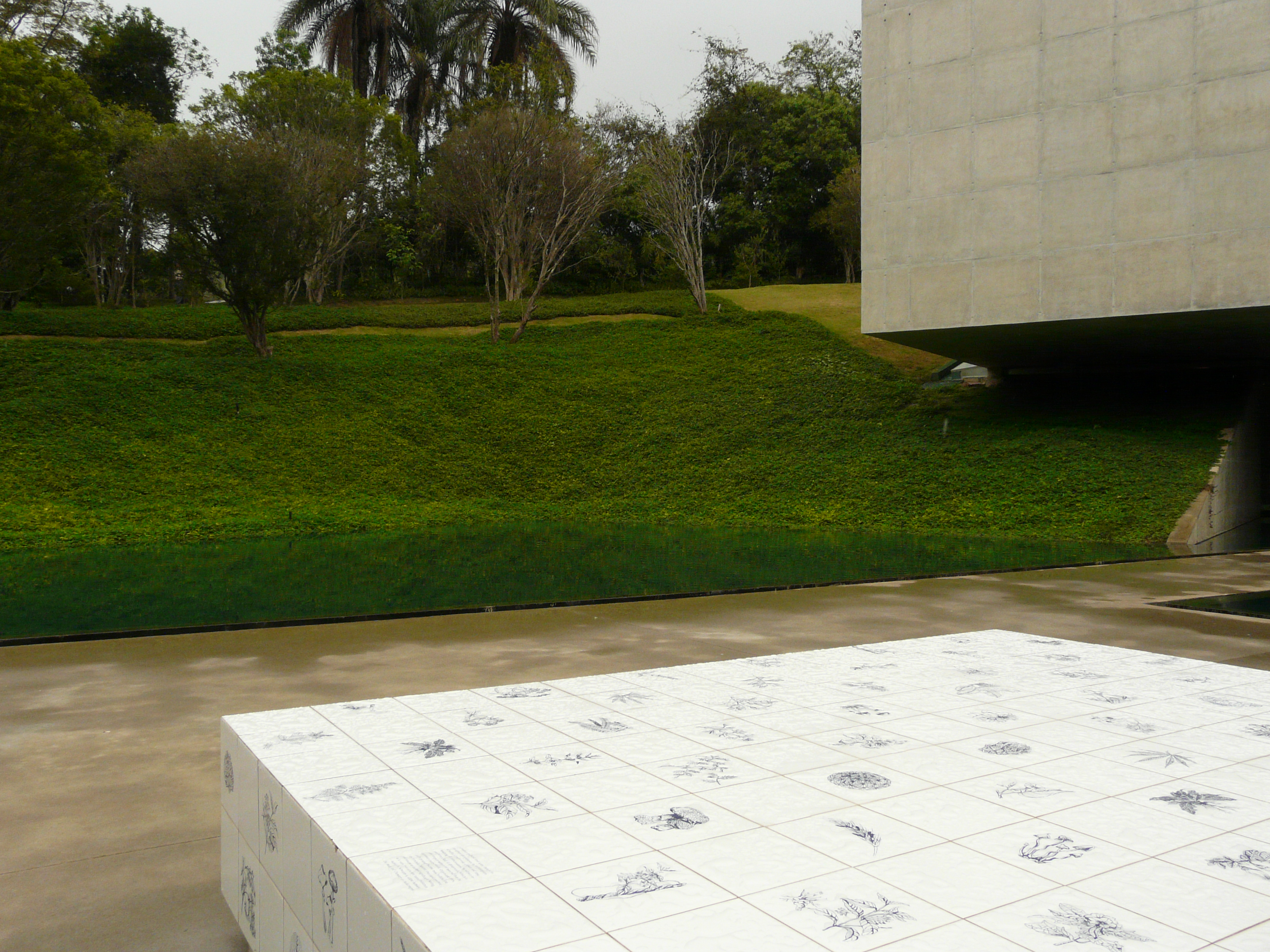
Panacea Phantastica van Adriana Varejão